# Coronación (arquitectura)

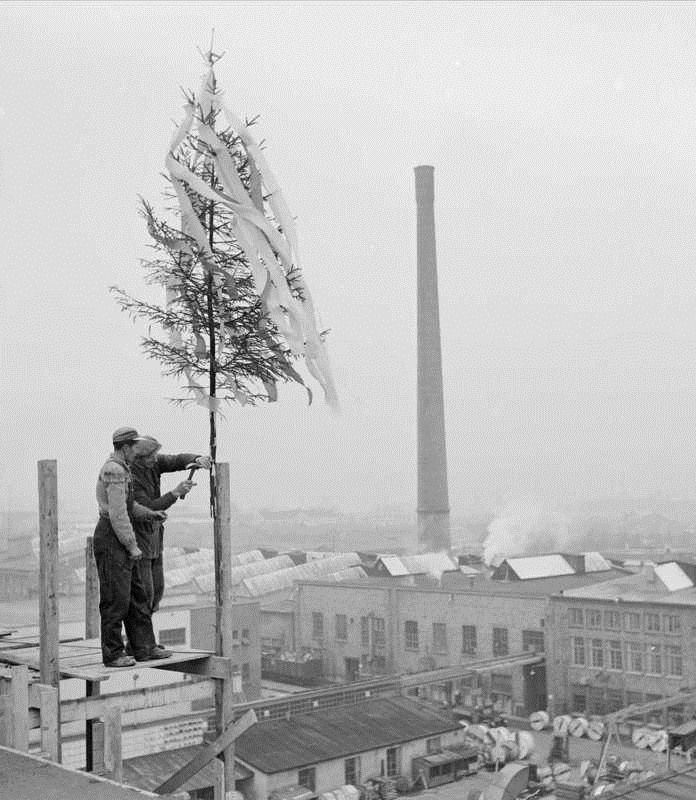
Coronación de un edificio en Noruega (1959).

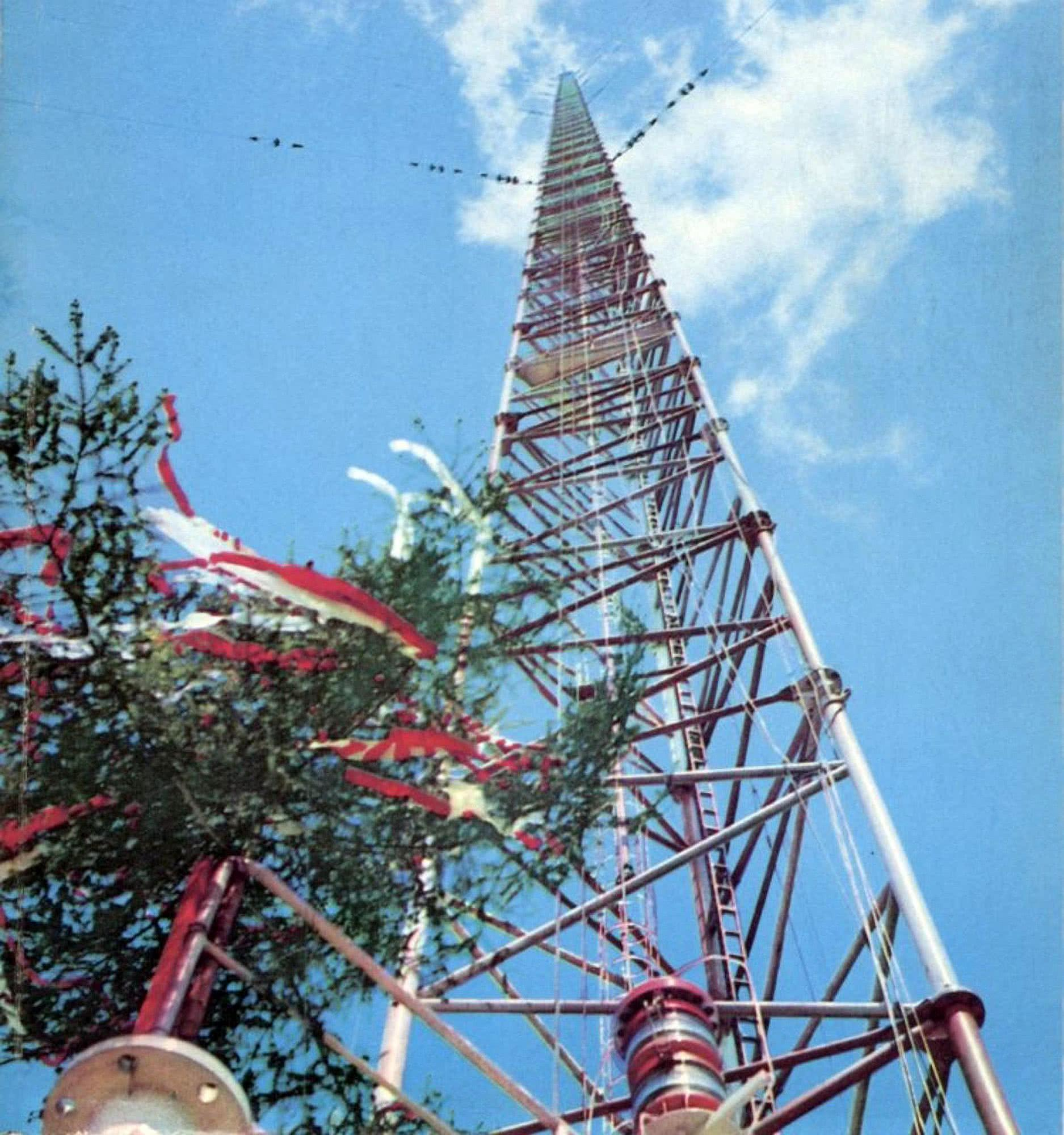
La última sección de la Torre de radio de Varsovia (en primer plano) decorada y lista para colocarse.

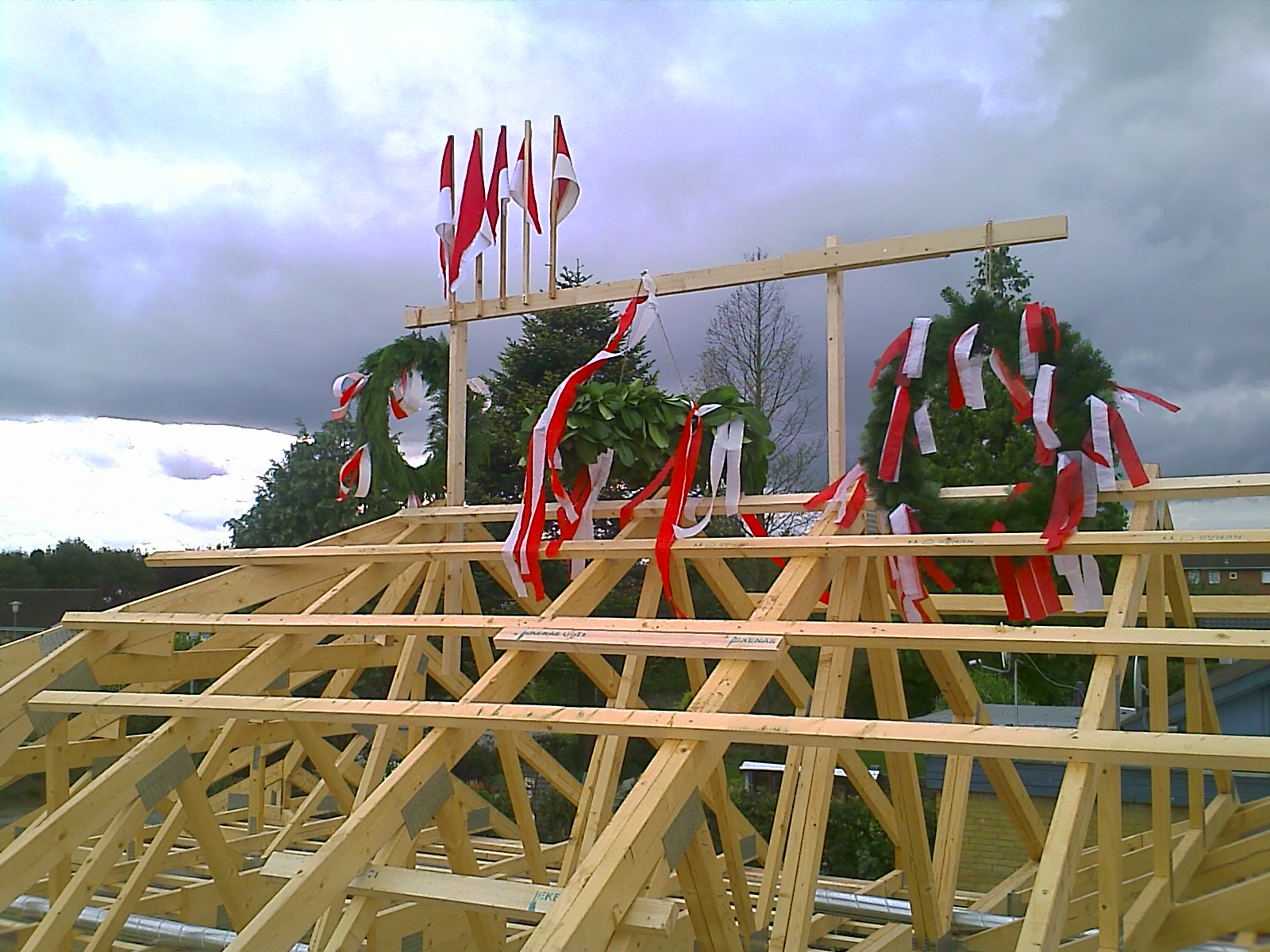
La coronación de un edificio en el sur de Dinamarca.

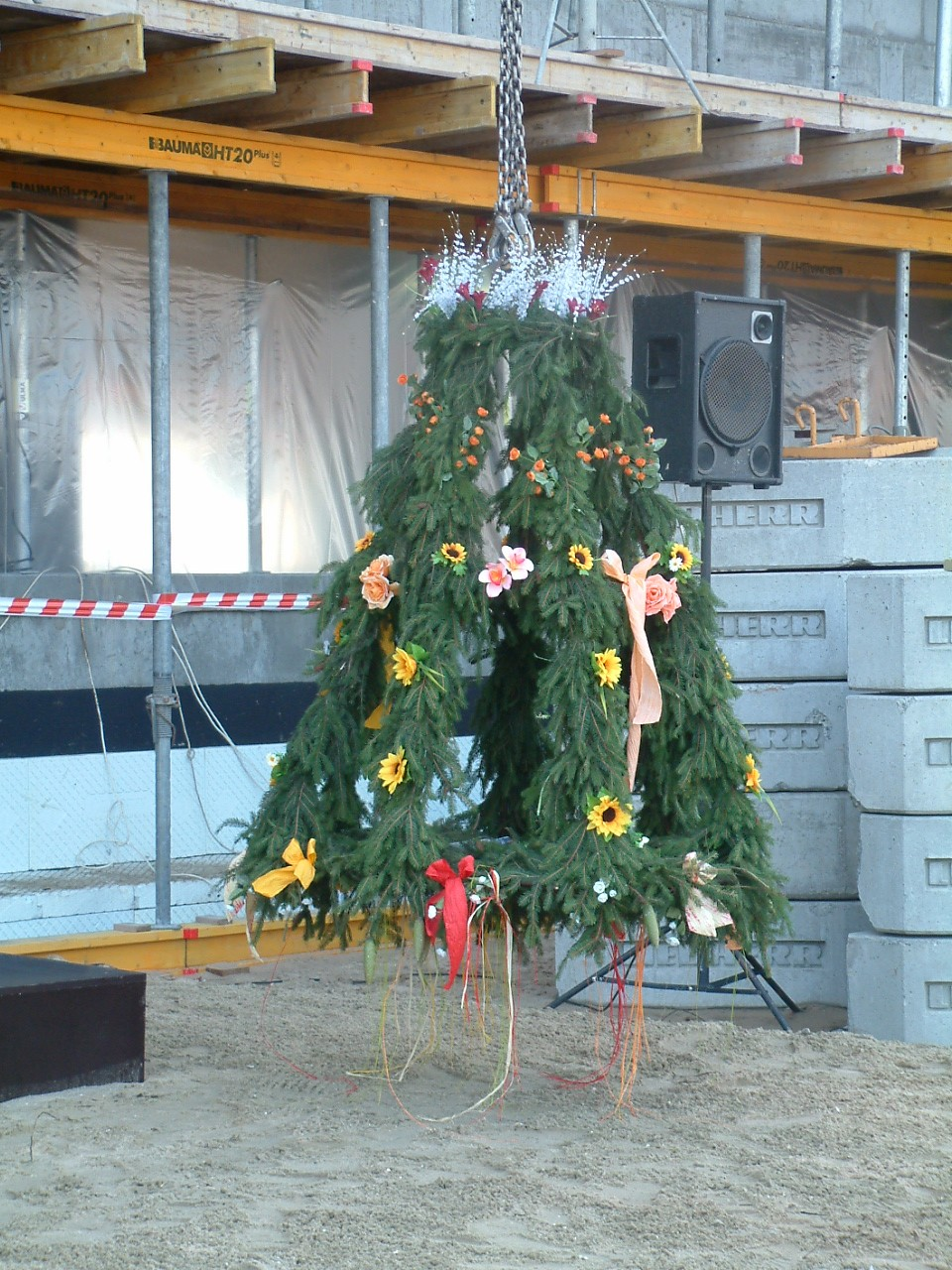
Coronación de un edificio (Wiecha) en Polonia.

En la construcción de edificios, la coronación (conocido en ocasiones por los términos ingleses topping out o topping off) es un rito de constructores que consiste en marcar la finalización de la estructura de un edificio colocando una bandera,  rama o árbol decorado con flores y cintas en la cima de la estructura. Esta tradición está todavía viva en varios países de Europa y en los Estados Unidos, pero ha caído en desuso en otros países. Se dice que un edificio está coronado cuando se ha alcanzado su altura arquitectónica máxima, es decir, se ha construido la última planta, pero todavía sigue en construcción a falta de la instalación de otros elementos.
Actualmente, esta ceremonia se convierte a menudo en un evento mediático por objetivos de relaciones públicas. Tras la coronación de un edificio, pueden quedar muchos elementos para completar la construcción, como la fachada, la finalización del interior y la mayor parte de los sistemas mecánicos, eléctricos y de fontanería.

## Historia
La práctica de «coronar» un nuevo edificio se remonta al antiguo rito religioso escandinavo de colocar un árbol en la cima de un edificio nuevo para apaciguar los espíritus de los árboles talados en su construcción. Durante mucho tiempo se utilizó sobre todo en edificios de estructura de madera. Se extendió primero a Inglaterra y el resto del Norte de Europa, y posteriormente a América.
El rito consiste en colocar una bandera, en el caso de España, o un árbol o rama frondosa en la viga superior, sea de madera o de hierro, a veces con banderas y serpentinas atadas a él, en el caso de otros países de Europa. A menudo, se bebe un brindis o se invita a una comida a los trabajadores. En la construcción de albañilería, el rito celebra la puesta en obra del último bloque o ladrillo.
En algunos casos, el evento de coronación se celebra en un punto intermedio, como cuando se seca el techo.
La práctica sigue siendo común en España, en el Reino Unido y en algunos países de la Commonwealth como Australia y Canadá, así como en Alemania, Austria, Islandia, República Checa, Eslovaquia, Polonia y los Estados Unidos, donde la última viga de un rascacielos se pinta de blanco y es firmada por todos los trabajadores.

## La tradición en los distintos países

### Bélgica
En Bélgica, cuando se completa la estructura de un edificio, los trabajadores colocan un arbusto o una gran rama frondosa en el punto más elevado de la construcción o sobre la grúa de la obra. El propietario del edificio ofrece a beber o da una propina a los trabajadores. En Bruselas se llama a esta costumbre planter le Meyboom lo que lo asimila con la plantación del árbol de mayo.

### Países Bajos
En los Países Bajos y en Flandes, es popular la tradición del pannenbier (literalmente «cerveza de cubierta» en holandés), que consiste en colgar una bandera nacional, regional o de la ciudad cuando se alcanza el punto más alto de un edificio. Se mantiene allí hasta que el dueño del edificio invita a cerveza a los trabajadores, tras lo cual se baja. Está mal visto que esté en el aire durante más de unos pocos días.

### Alemania
Esta tradición se conoce como Richtfest en Alemania, tanto para edificios públicos como para casas particulares. La colocación del árbol, habitualmente un abeto, se acompaña de discursos oficiales, y se invita a comer y a beber a los trabajadores y visitantes.

### Suiza
Esta tradición está difundida en todo el país helvético.

### Francia
Esta tradición, muy generalizada en Francia hasta mediados del siglo XX, está actualmente en desuso. A mediados del siglo XIX, la ceremonia se realizaba de la siguiente manera: Un albañil escala a la cima del edificio para colocar allí una rama decorada con flores y cintas (a veces se coloca en la cima del conducto de la chimenea), ante los aplausos de sus colegas. Posteriormente los trabajadores llevan al promotor y al contratista dos grandes ramos de flores, aceptados por estos últimos a cambio de algunas monedas. Esta ceremonia marca formal y festivamente el final de la obra.

### Estados Unidos
En los Estados Unidos, la tradición se llama topping out y sigue estando en uso para las construcciones importantes que tienen estructura metálica, como rascacielos, puentes… Esta ceremonia acompaña la colocación de la última pieza metálica de la estructura, con la que se alcanza la altura máxima de esta. En esta pieza, firmada por los constructores, se coloca un abeto, acompañado de una bandera americana. Todo esto está acompañado de una pequeña fiesta o celebración.

### Chile

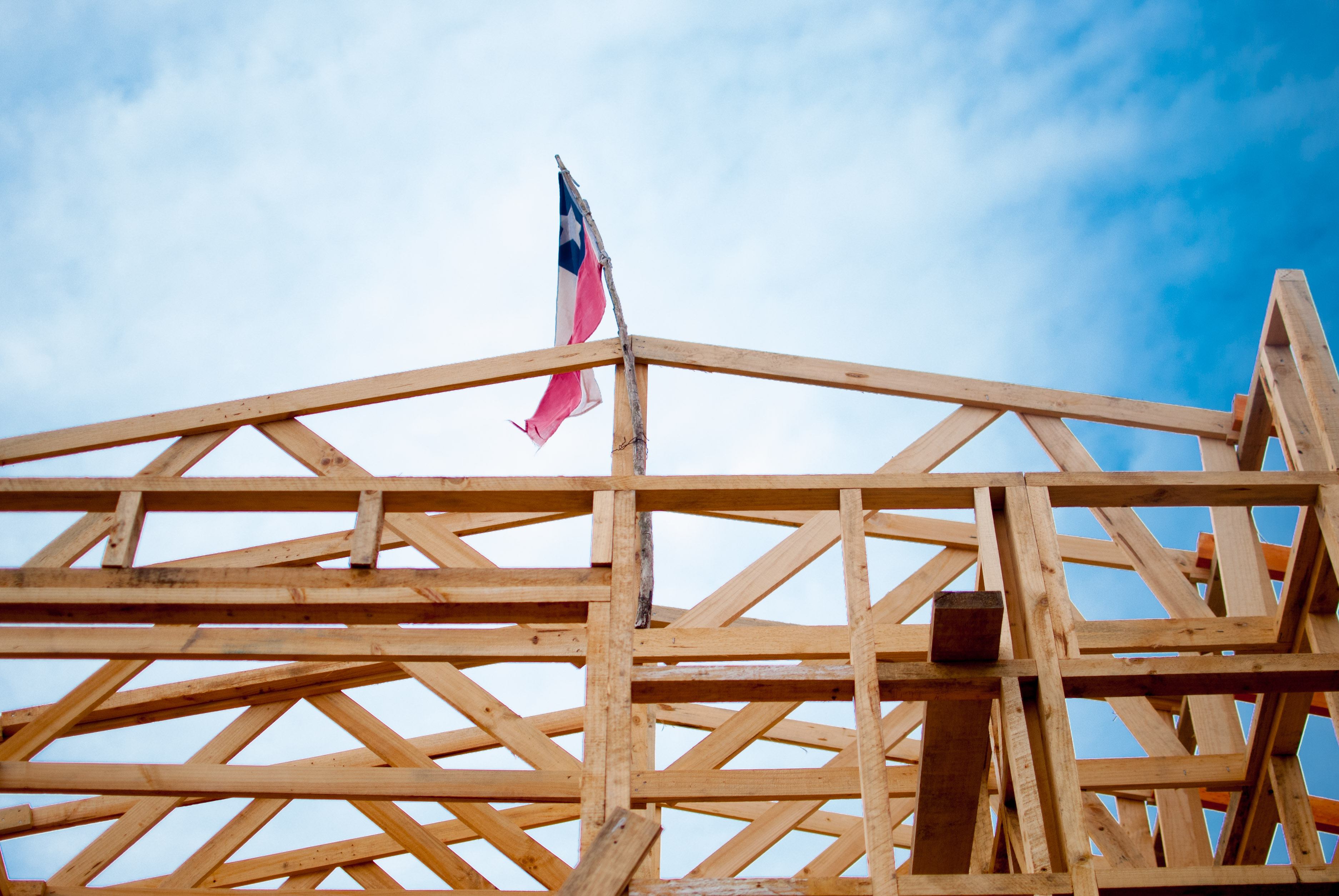
Bandera chilena colocada en los "tijerales" de una construcción.

En Chile se le llama tijerales a la costumbre de realizar un festejo generalmente en la forma de asados, cada vez que en una construcción se han instalado los tijerales o cerchas.
En dicha celebración se coloca, de modo espontáneo la bandera nacional, en la quilla o parte más alta de los tijerales.
Este festejo tiene un carácter casi ceremonial en el ambiente de la construcción, de modo que se cree que el no realizarlo traerá mala suerte tanto a la construcción como al propietario o mandante.

### España
En España existe la costumbre de colocar algún elemento cuando se concluye la construcción de la estructura principal. En muchas zonas de España la costumbre es colocar una bandera de España, ceremonia que se suele acompañar de una invitación a una fiesta o pequeño banquete del jefe de obra para todos los obreros. En otras zonas (sobre todo en Galicia) la costumbre es de colocar una rama de árbol (de laurel generalmente) en lo alto de la estructura. En el País Vasco también puede encontrarse actualmente e históricamente la rama como señal de finalización de la estructura de un edificio.